# Jeffrey S. Medkeff
| Entdeckte Asteroiden: 10      | Entdeckte Asteroiden: 10 | Entdeckte Asteroiden: 10 |
| ----------------------------- | ------------------------ | ------------------------ |
| Nummer und Name               | Entdeckungsdatum         |                          |
| (15512) Snyder1               | 18. Oktober 1999         |                          |
| (37163) Huachucaclub1         | 19. November 2000        |                          |
| (38203) Sanner1               | 19. Juni 1999            |                          |
| (86279) Brucegary             | 19. Oktober 1999         |                          |
| (106537) McCarthy             | 23. November 2000        |                          |
| (106545) Colanduno            | 28. November 2000        |                          |
| (158092) Frasercain           | 28. November 2000        |                          |
| (165347) Philplait            | 23. November 2000        |                          |
| 1 zusammen mit David B. Healy |                          |                          |

Jeffrey S. Medkeff (* 1968 in Akron; † 3. August 2008 in Houston) war ein US-amerikanischer Astronom. Er entdeckte im Zeitraum von 1999 bis 2000 insgesamt 10 Asteroiden, drei davon zusammen mit seinem Kollegen David B. Healy. Um 1999 gründete er das Rockland-Observatorium in Sierra Vista im US-Bundesstaat Arizona.
Der am 1. Juni 2000 durch Myke Collins und M. White entdeckte Asteroid (41450) Medkeff wurde im Jahre 2003 nach ihm benannt.

## Biografie

#### Kindheit und Ausbildung
Medkeff wuchs in Cuyahoga Falls, Ohio, auf. Aufgrund schweren Asthmas verbrachte er viel Zeit im Krankenhaus, was seine Liebe zum Lesen und autodidaktischen Lernen förderte. Er studierte an der Ohio State University.

### Beruflicher Werdegang

#### Technologie und Astronomie
In den frühen 1990er Jahren war Medkeff Mitgründer eines Technologie-Start-ups, das später verkauft wurde. Anschließend arbeitete er als Systemanalytiker an der Ohio State University. 1994 zog er nach Sierra Vista, Arizona, und begann am Junk Bond Observatory mit der Asteroidenforschung. Dort entwickelte er ein automatisiertes Beobachtungssystem für Teleskope, das international eingesetzt wurde. Er gründete das Rockland Observatory und wurde Direktor des Small Telescope Astronomical Research Observatory.
Zwischen 1999 und 2000 entdeckte Medkeff insgesamt zehn Asteroiden. Einige davon benannte er nach bekannten Wissenschaftlern und Skeptikern. Die Internationale Astronomische Union ehrte ihn, indem sie einen Asteroiden nach ihm benannte: 41450 Medkeff.

#### Wissenschaftskommunikation
Seit den 1980er Jahren veröffentlichte Medkeff wissenschaftliche Artikel, erstmals 1986 in der Zeitschrift Sky & Telescope. Ab 1997 war er dort als Contributing Editor tätig. Er engagierte sich in der astronomischen Öffentlichkeitsarbeit, hielt Vorträge und entwickelte Unterrichtsmaterialien für Schulen und Homeschooler.
Nach seinem Umzug nach Alaska im Jahr 2004 widmete er sich verstärkt der Wissenschaftskommunikation und gründete den Blog Blue Collar Scientist, auf dem er über Wissenschaft, Skeptizismus und Atheismus schrieb.

### Persönliches
Medkeff war bekennender Skeptiker und Atheist. Im Juni 2008 wurde bei ihm Leberkrebs diagnostiziert; er verstarb am 3. August 2008 an den Folgen der Krankheit.